# Meteoritics & Planetary Science
Meteoritics & Planetary Science (MAPS) ist ein englischsprachiges internationales und nichtkommerzielles Wissenschaftsjournal und das Hauptorgan der Meteoritical Society. Diese ist gleichzeitig der Herausgeber. 
Die behandelten Themen sind u. a. Asteroiden, Kometen, Impaktkrater, interplanetarer Staub, interstellares Medium, Mondgestein, Meteore, Meteoriten, natürliche Satelliten, Planeten, Tektite, sowie Ursprung und Geschichte des Sonnensystems. Die Zeitschrift bietet darüber hinaus ein zentrales Forum für die Forschung zu verwandten Themen in den Bereichen Astronomie, Biologie, Chemie, Geologie und Physik. Die für viele Wissenschaftler wichtigste MAPS-Publikation ist ein gewöhnlich jährlich erscheinendes Supplement, das Meteoritical Bulletin, mit Katalogen, Inventaren und der Routinebeschreibung neuer Meteoriten. Dieses Bulletin mit den vom Nomenclature Committee geprüften und freigegebenen Listen aller eingereichten und klassifizierten neuen Funde und Fälle gilt als Standard-Referenzwerk für die Inventarisierung und die Nomenklatur aller Meteoriten. 
MAPS verfolgt, wie andere Wissenschaftsjournale auch, bei der Publikation von eingesandten Artikeln ein  Vier-Augen-Prinzip. Alle Artikel, Berichte und Kommentare werden vor der Veröffentlichung von anerkannten Experten auf dem Spezialgebiet des Autors und vom Chefredakteur gegengelesen und geprüft. Eingereichte Artikel werden unter dem Aspekt der wissenschaftlichen Originalität, der Eignung des Themas im Kontext des Journals und ihrem Wert für den wissenschaftlichen Diskurs beurteilt. Dieser Prüfungsprozess dauert bei MAPS in der Regel einen Monat. Wird vom Autor der Abdruck farbiger Grafiken gewünscht, so ist dies auf eigene Kosten möglich.
MAPS wurde erstmals 1953 publiziert und verfügt heute über Abonnenten in 44 Ländern, 55 % der Leser sind außerhalb der USA ansässig. Das Journal erscheint in 12 Ausgaben im Jahr und das Jahresabonnement kostet für wissenschaftliche Institute rund 1.000 USD. Privatpersonen können das Journal jedoch über die Mitgliedschaft in der Meteoritical Society zu einem wesentlich günstigeren Preis beziehen. Der derzeitige Chefredakteur von MAPS ist der Kosmochemiker A. J. Timothy Jull vom Department of Geosciences der University of Arizona in Tucson, Arizona.